# Кон, Ен Хва
Ен Хва (Юрий Михайлович) Кон — председатель Законодательного Собрания Забайкальского края IV созыва (на профессиональной основе). Дата начала полномочий — 21 сентября 2023 года.

## Биография
Родился 13 сентября 1949 года в городе Макаров Сахалинской области. В 1972 году окончил Иркутский политехнический институт по специальности «Промышленное и гражданское строительство». Учёное звание — доцент.
С 1978 по 1999 годы — декан строительного факультета Читинского политехнического института.
с 1999 по 2011 годы — директор Института строительства и экологии Читинского государственного университета.
с 2012 по 2018 годы — декан факультета строительства и экологии Забайкальского государственного университета.
Избирался депутатом Читинской областной Думы III созыва , IV созыва, Законодательного Собрания Забайкальского края I созыва, II созыва, III созыва.
В 2018 году оставил пост декана, став депутатом Законодательного собрания Забайкальского края на постоянной основе.

## Награды
- Медаль ордена «За заслуги перед Отечеством» II степени;
- Медаль «За заслуги перед Читинской областью»;
- Медаль Законодательного Собрания Забайкальского края «Знак Почёта»;
- Медаль «За строительство Байкало-Амурской магистрали».

### Нагрудные знаки
- «За отличные успехи в работе высшего образования СССР»;
- «Почётный работник высшего профессионального образования Российской Федерации»;
- Орден «Звезда Почёта» Международной Академии наук экологии и безопасности жизнедеятельности;
- Почётный гражданин города Читы.